# Afonsa Muttathupadathu
Afonsa Muttathupadathu (pela grafia arcaica, Alphonsa), conhecida como Afonsa da Imaculada Conceição (19 de Agosto de 1910 - 28 de Julho de 1943) é a primeira santa da Índia, canonizada pelo papa Bento XVI em 12 de outubro de 2008.
Da ordem das Clarissas Franciscanas de Kochi, no Kerala. Era a última de cinco filhos de origens nobres, nascida numa aldeia de Kudamaloor, aos 3 meses ficou órfã de mãe. Ingressou no noviciado das Clarissas Franciscanas em maio de 1927. Em agosto de 1936, por ocasião da festa de Santa Clara de Assis fez os votos perpétuos. Morreu no convento em Bharananganam. Por ocasião de sua viagem à Índia o Papa João Paulo II a proclamou beata em Kottayam.

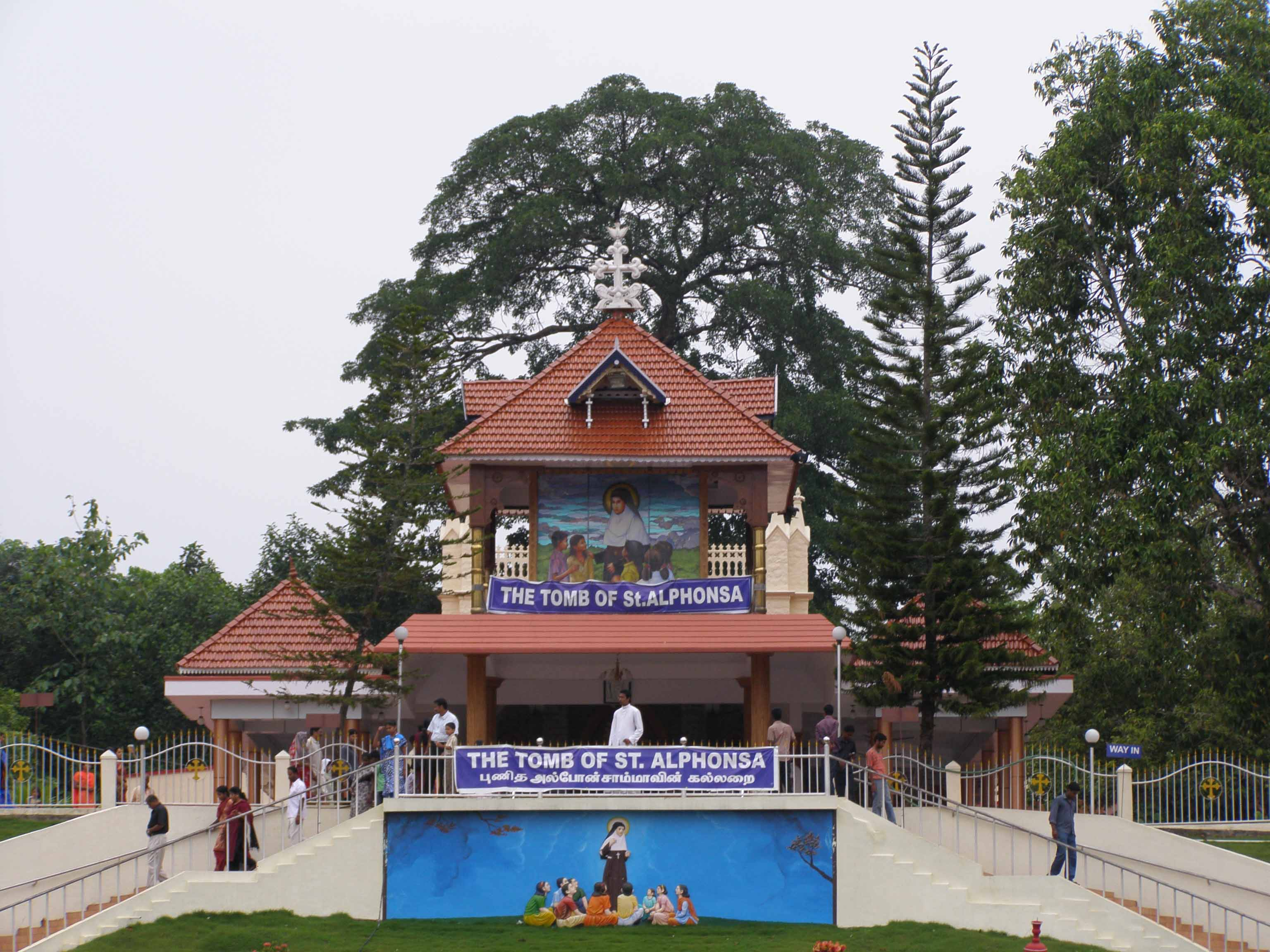
Túmulo de Santa Afonsa